# Escots
Els escots (scoti) foren un poble d'Hibèrnia. Inicialment el nom Scotia era equivalent a Hibèrnia (Irlanda). Ammià Marcel·lí els esmenta juntament amb els attacotti. Escòcia pren el seu nom de "Scotus" (escot en català), paraula llatina que vol dir "irlandès" (la forma plural és "Scoti", "irlandesos". Això fa referència als colonitzadors gaèlics d'Irlanda, país que inicialment els romans van anomenar "Scotia" (forma femenina d'"Scotus". Els irlandesos que van colonitzar l'actual Escòcia eren coneguts com els "scoti" (cat. escots). Els romans de la Baixa Edat Mitjana anomenaven Caledònia a l'Escòcia d'avui dia.
Més tard, al final de l'Imperi, el nom fou donat als habitants de Caledònia i va desaparèixer d'Irlanda, probablement a causa d'una emigració massiva, suposadament sota un líder anomenat Reuda. Aquesta emigració va suposar la guerra amb els pictes fins que el 839 el rei Keneth dels escots va dominar als pictes. Llavors el territori al nord del Solway Frith va agafar definitivament el nom d'Escòcia. Els escots, barrejats amb els pictes, són els moderns escocesos.

## Societat
La societat estava organitzada en castes i les dones podien assolir tant poder com els homes. La poligàmia sembla estar força estesa, segons testimoni de Sant Jerònim. No usaven l'escriptura, excepte per gravar noms de recordatori amb un alfabet anomenat ogam. Era una societat agrícola, amb les famílies agrupades en petits llogarrets de cabanes al bosc, a prop de rius o llacs per aconseguir aigua potable.
Com altres pobles del nord, eren un grup guerrer i politeista. La caça tenia una funció simbòlica, a part d'aportar aliment, per això s'envoltava de rituals i tenia una festivitat específica (la Fianna). L'hospitalitat era un deure i els banquets comunals, el nexe d'unió entre poblats dispersos.